# روجر هيلاند
روجر هيلاند (بالنرويجية البوكمول: Roger Helland)‏ هو لاعب كرة قدم نرويجي، ولد في 26 سبتمبر 1973 في Austrheim ‏ في النرويج. شارك مع Norway national under-15 association football team ‏ ومنتخب النرويج تحت 21 سنة لكرة القدم ومنتخب النرويج لكرة القدم. أما مع النوادي، فقد لعب مع نادي بران ونادي بروندبي ونادي فريدريكستاد ونادي ليلستروم.

## وصلات خارجية
- روجر هيلاند على موقع اتحاد النرويج (النرويجية)
- روجر هيلاند على موقع قاعدة بيانات كرة القدم.إي يو (الإنجليزية)
- روجر هيلاند على موقع ناشيونال فوتبول تيمز (الإنجليزية)
- روجر هيلاند على موقع عالم كرة القدم.نت (الإنجليزية)